# Michael Galitzen
Michael Galitzen (n. 6 septembrie 1909, Los Angeles, California, SUA – d. 6 iunie 1959, Hollywood, California, SUA) a fost un săritor în apă ce a reprezentat Statele Unite ale Americii, medaliat olimpic. A participat la 2 ediții ale Jocurilor Olimpice (1928, 1932) în care a câștigat o medalie de aur, două medalii de argint și o medalie de bronz.